# 布拉斯·罗加
弗朗西斯科·布拉斯·罗加·卡尔德里奥（西班牙語：Francisco Blas Roca Calderío；1908年7月24日—1987年4月26日）是古巴政治家和马克思列宁主义理论家，曾任人民社会党中央委员会总书记、全国人民政权代表大会主席。1976年，主持起草古巴第一部社会主义宪法。

## 获奖
- 1983年7月12日，获得捷克斯洛伐克社会主义共和国友谊勋章[3]。